# Cashtown-McKnightstown (Pensilvânia)
Cashtown-McKnightstown é uma Região censo-designada localizada no estado americano de Pensilvânia.

## Demografia
Segundo o censo americano de 2000, a sua população era de 753 habitantes.

## Geografia
De acordo com o United States Census Bureau tem uma área de
6,2 km², dos quais 6,2 km² cobertos por terra e 0,0 km² cobertos por água.

## Localidades na vizinhança
O diagrama seguinte representa as localidades num raio de 16 km ao redor de Cashtown-McKnightstown.